# Sławienko (Silésie)
Pour les articles homonymes, voir Sławienko.
Sławienko est une localité polonaise de la gmina de Rudnik, située dans le powiat de Racibórz en voïvodie de Silésie.